# Sébastien Turgot
Sébastien Turgot (Limoges, 11 april 1984) is een voormalig Frans wielrenner.

## Belangrijkste overwinningen
2007
Eindklassement Driedaagse van de Vaucluse
4e etappe Ronde van Bretagne
2008
1e etappe Tour Ivoirien de la Paix
 Frans kampioen ploegkoers, Elite (met Damien Gaudin)
2010
2e etappe Driedaagse van De Panne-Koksijde
2011
Proloog Boucles de la Mayenne

## Resultaten in voornaamste wedstrijden
| Jaar | Ronde van Italië | Ronde van Frankrijk | Ronde van Spanje |
| ---- | ---------------- | ------------------- | ---------------- |
| 2008 |                  |                     |                  |
| 2009 |                  |                     |                  |
| 2010 |                  | 112e                |                  |
| 2011 |                  | 119e                |                  |
| 2012 |                  |                     |                  |
| 2013 |                  |                     |                  |
| 2014 |                  |                     | 154e             |
| 2015 |                  |                     |                  |
| 2016 |                  |                     |                  |

| Jaar | Milaan-San Remo | Gent-Wevelgem | Ronde van Vlaanderen | Parijs-Roubaix | Parijs-Tours | E3 Harelbeke | Kuurne-Brussel-Kuurne |  | Wereldranglijsten |
| ---- | --------------- | ------------- | -------------------- | -------------- | ------------ | ------------ | --------------------- |  | ----------------- |
| 2008 | opgave          |               |                      | opgave         | ↑            |              |                       |  |                   |
| 2009 | 144e            | 54e           | opgave               | opgave         |              |              |                       |  |                   |
| 2010 | 109e            |               | 79e                  | opgave         |              | 32e          | 7e                    |  |                   |
| 2011 |                 | 42e           | 81e                  | 34e            |              |              | 30e                   |  |                   |
| 2012 |                 |               | 26e                  | ↑              | 11e          | 10e          | 46e                   |  |                   |
| 2013 | 15e             | opgave        | 8e                   | 10e            |              | 10e          |                       |  |                   |
| 2014 |                 | 34e           | 50e                  | 14e            | 76e          | 34e          | 70e                   |  |                   |
| 2015 |                 | opgave        | opgave               | 119e           | 72e          |              |                       |  | 202e (UWT)        |
| 2016 |                 | 69e           | opgave               | opgave         | opgave       | 60e          | 48e                   |  |                   |

## Ploegen
- 2006 –  Bouygues Télécom (stagiair vanaf 1-8)
- 2008 –  Bouygues Télécom
- 2009 –  Bbox Bouygues Telecom
- 2010 –  Bbox Bouygues Telecom
- 2011 –  Team Europcar
- 2012 –  Team Europcar
- 2013 –  Team Europcar
- 2014 –  AG2R La Mondiale
- 2015 –  AG2R La Mondiale
- 2016 –  AG2R La Mondiale